# Anatoliy Kashtan
Anatoliy Kashtan, né le 25 avril 1987,, est un coureur cycliste ukrainien. Durant sa carrière, il a notamment remporté le Tour de Mainfranken en 2007. Il a également obtenu plusieurs victoires chez les amateurs en Italie.

## Palmarès

### Par année
- 2007
  - Tour de Mainfranken :
    - Classement général
    - 1re étape
- 2008
  - Gran Premio Polverini Arredamenti
  - 2e du Trofeo Gianfranco Bianchin
- 2009
  - Gran Premio Polverini Arredamenti
  - 2e de la Coppa Penna
  - 3e du Trofeo Città di Venturina
- 2010
  - Gran Premio San Basso
  - Milan-Tortone
  - 2e du Gran Premio Artigiani Sediai e Mobilieri
  - 3e du Piccolo Coppa Agostoni
  - 3e du Trophée Giacomo Larghi
- 2011
  - Trofeo di Pietro Immobiliare
  - 2e de la Coppa Caduti di Reda
  - 3e du Circuito Salese

### Classements mondiaux
| Année           | 2007 | 2008 | 2009 | 2010 | 2011 | 2012 |
| --------------- | ---- | ---- | ---- | ---- | ---- | ---- |
| UCI Europe Tour | 313e | 496e | 703e |      | 744e | 734e |